# 2011년 9·15 대한민국 정전
2011년 9·15 대한민국 정전은 2011년 9월 15일 대한민국에서 전국적으로 일시적인 정전이 발생한 사건이다.

## 개요
한전은 하절기 전력 수급기간(6월 27일~9월 9일)이 지나, 겨울을 대비해 발전기들을 정비중이였다. 하지만 2011년 9월 15일 전국적 이상기후로 인한 무더위로 전기수요가 급증하였다. 전력거래소는 이날 전력피크를 6,400만kw로 예상했지만, 6,726만kw의 전력수요가 발생하여 예비전력이 안정유지수준 400만kw 아래로 떨어지게 되었다. 전력거래소와 한전은 이런 상황에서 오후 3시를 기해 전력예비력이 안정 유지수준인 400만㎾ 이하로 떨어지자 95만㎾의 자율절전과 89만㎾의 직접부하제어를 시행했고, 이후에도 수요 증가로 400만㎾를 회복하지 못하자 지역별 순환단전에 들어갔다. (최저 전력예비율은 24만kW였다.) 이로 인해 아무 통보없이 지역별로 순환정전에 들어갔으며, 당일 오후 8시경 정상화되었다.

## 정전된 지역
9.15정전이 발생한 상황에서 대표적인 지역이다.

### 학교
이들 지역은 9.15정전 사태 때에 정전되었던 학교다.
- 국민대학교
- 서경대학교
- 아주대학교
- 한국외국어대학교
- 영신여자고등학교
- 혜성여자고등학교
- 서울과학기술대학교
- 민족사관고등학교
- 부산대학교
- 광주교육대학교

### 기타
- 수원역 근처
- 가평터미널
- 면목역

### 야구장
- 목동야구장에서 열린 두산 베어스와 넥센 히어로즈와의 1회말 경기 18시 45분부터 정전이 시작되어 19시 35분 정도 되어서야, 다시 불이 들어오는 현상이 발생했다[2]. 만약, 이 목동야구장 경기가 정전 사태로 끝나면 9월 16일에 더블 헤더로 치러야 했다[3]. 그 때문에 알드리지 타자가 1스트라이크 잡고 난 후에 1시간 5분만에 다시 타자로 서게 되었다.

## 근무일지
아래 글은 지식경제부가 제출한 사건당일의 근무일지이다.
- 11:25 전력거래소, 한국전력공사에 변압기 탭 조정 요청
- 12:50 한전, 탭 조정 시작(탭 조정 시작은 예비력 300만-400만㎾ 단계부터 가능. 시장운영규칙상 전력수급 불안정시 지식경제부에 즉시 사전보고 필요하지만 전력거래소는 별도 보고없이 처리)
- 상황보고와 모니터링(14:15-15:11)
- 14:15 전력거래소 "전력수급 다소 불안정, 상황따라 수요조절 필요", 그러나 한국전력공사는 "예비력 약 400만㎾", 이에 지경부도 여유있다고 보고 두 기관에 면밀 모니터링 요청
- 14:30 한국전력공사가 전력거래소 요청으로 자율절전 시행중이라고 보고, 이에 400만㎾(실제 390만㎾)인데 자율절전하느냐며 전력거래소 중앙급전소장에게 전화, 급전소장은 모니터에 나타나는 것보다 악화될 가능성이 있다며 정전 필요성에 대해서도 언급. 하지만 지경부는 좀 시간을 갖고 보자는 의견 제시
- 14:55 = 급전소장 "상황 나아져서 절전 조치 불필요" 통보
- 15:00 = 한국전력공사 "전력거래소 요청에 따라 수요조절(직접부하제어)까지 시행" 통보. 지식경제부에 사전통보 없었음
- 15:08 = 전력거래소는 (접촉선인) 지식경제부 과장에게 전화했으나 부재중이어서 여직원에게 메시지를 남김
- 15:09 = 여직원은 "전력거래소 부하관리 하겠다고 전화주셨습니다"라는 메시지를 부내 인터넷망 쪽지로 전달
- 15:15 = 지식경제부 과장은 전력거래소로부터 긴급 순환정전 시행 사실 통보받음
- 상황전파와 후속대책 강구(15:11 이후)
- 15:20 정전상황 발생 내부라인 보고, 피해 최소화 및 대처방안 수립 진행
- 15:30 정전 피해상황 파악과 긴급복구대책 강구

## 같이 보기
- 1987년 일본 수도권 대정전